# Simon Elsässer
Simon Elsässer (* 1981 in Stuttgart) ist ein deutscher Biochemiker der für die Alexander-von-Humboldt-Professur 2026 nominiert ist und diese an der Albert-Ludwigs-Universität Freiburg antreten soll. Derzeit ist er Associate Professor am schwedischen Karolinska-Institut in Solna.

## Leben
Elsässer promovierte von 2007 bis 2011 an der Rockefeller University in New York und wechselte danach als Postdoc an die University of Cambridge. Seit 2015 ist er Associate Professor am Karolinska Institutet in Solna. Im Juni 2025 wurde er, nominiert von der Albert-Ludwigs-Universität Freiburg, für die Alexander-von-Humboldt-Professur ausgewählt. Vorbehaltlich der erfolgreichen Berufungsverhandlungen wäre er der erste Humboldt-Preisträger an der Universität Freiburg.

## Publikationen (Auswahl)
- mit Yu-Hsuan Tsai (Hrsg.): Genetically Incorporated Non-Canonical Amino Acids (= Methods in Molecular Biology). 2023, ISSN 1064-3745, doi:10.1007/978-1-0716-3251-2.
- mit Jing Lyu, Rui Shao, Philip Yuk Kwong Yung: Genome-wide mapping of G-quadruplex structures with CUT&Tag. In: Nucleic Acids Research. Band 50, Nr. 3, 22. Februar 2022, ISSN 0305-1048, S. e13–e13, doi:10.1093/nar/gkab1073, PMC 8860588 (freier Volltext).
- mit Russell J. Ernst, Olivia S. Walker, Jason W. Chin: Genetic code expansion in stable cell lines enables encoded chromatin modification. In: Nature Methods. Band 13, Nr. 2, Februar 2016, ISSN 1548-7105, S. 158–164, doi:10.1038/nmeth.3701, PMC 4888942 (freier Volltext).
- mit Kyung-Min Noh, Nichole Diaz, C. David Allis, Laura A. Banaszynski: Histone H3.3 is required for endogenous retroviral element silencing in embryonic stem cells. In: Nature. Band 522, Nr. 7555, Juni 2015, ISSN 1476-4687, S. 240–244, doi:10.1038/nature14345, PMC 4509593 (freier Volltext).